# Umberto Vecchina
Umberto Vecchina (Venezia, 7 novembre 1893 – Venezia, 16 febbraio 1954) è stato un calciatore italiano, di ruolo attaccante.

## Caratteristiche tecniche
Giocava come attaccante nel metodo.

## Carriera

### Club
Dopo una decennale militanza nel Venezia (1912-1922), abbandonò i lagunari dopo la fase a gironi della Seconda Divisione 1922-1923 per passare al Modena.
Chiude la carriera con Treviso e ancora Venezia.